# Gemarmerde ijsvis
De gemarmerde ijsvis (Notothenia rossii) is een straalvinnige vis uit de familie van Nototheniidae en behoort derhalve tot de orde van baarsachtigen (Perciformes). De vis kan maximaal 92 cm lang en 10.000 gram zwaar worden. De hoogst geregistreerde leeftijd is 16 jaar. 

## Leefomgeving
Notothenia rossii is een zoutwatervis; De vis prefereert een gematigd klimaat. De diepteverspreiding is 5 tot 350 m onder het wateroppervlak. 

## Relatie tot de mens
Notothenia rossii is voor de visserij van aanzienlijk commercieel belang. In de hengelsport wordt er weinig op de vis gejaagd. 